# Galt, Missouri
Galt är en ort i Grundy County i delstaten Missouri, USA.